# Villa Vatteone
Villa Vatteone es una localidad del partido de Florencio Varela, en el Gran Buenos Aires, Argentina, y la cuarta ciudad en importancia del partido. Está situada en el centro-norte del mismo a 31 km de la capital provincial La Plata, por Camino General Belgrano.
El Hospital Mi Pueblo se encuentra en esta localidad, en el barrio homónimo, siendo, junto con el Hospital El Cruce, los únicos hospitales del distrito de Florencio Varela.
Muchas de sus calles llevan nombres de ríos del país, como "Río Dulce", "Río Pilcomayo" o "Río Bermejo".

## Nombre
Su nombre se debe al Doctor Arturo Dalmacio Vatteone, oriundo de la zona, quien introdujo el primer transporte público en lo que es hoy el partido de Florencio Varela: el tranvía a caballo, que recorriera las principales calles de la localidad que lleva su nombre.
Hoy en día, se erige el último pilar de lo que fuera la estación del tranvía con una placa recordatoria sobre la calle Dr. Carlos Galli Mainini y San Nicolás.

## Geografía

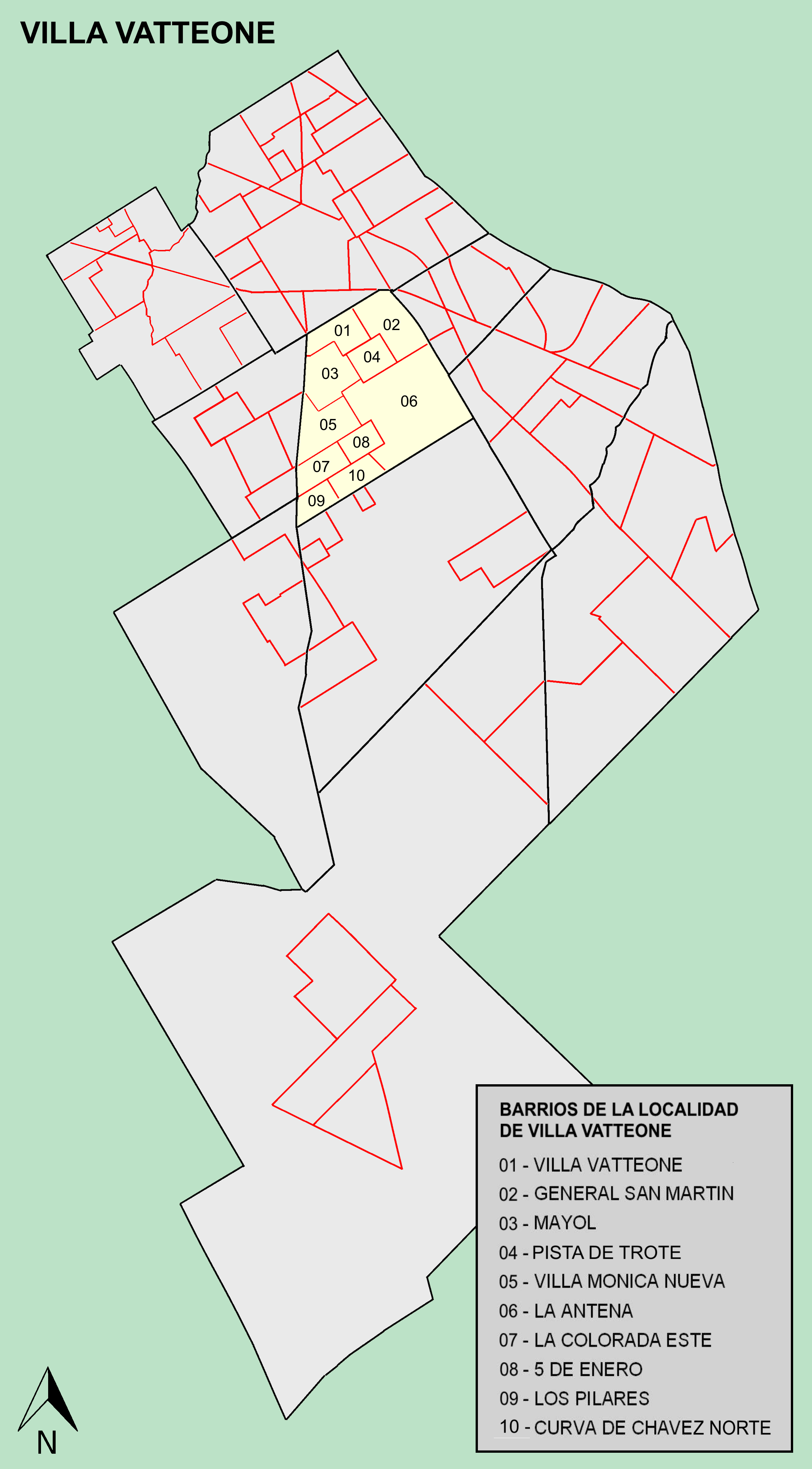
Ubicación y barrios de Villa Vatteone en el partido de Florencio Varela.

Villa Vatteone limita al norte con San Juan Bautista, la localidad principal del partido, cuya división la marca la Avenida 12 de Octubre; al sur con la localidad Villa San Luis, delimitada por Avenida Cacheuta. Mientras que en el oeste la Avenida Eva Perón separa Villa Vatteone de la localidad Villa Santa Rosa y Villa Brown, en el este la Avenida Guillermo Enrique Hudson hace lo propio con la localidad Zeballos y la localidad de Bosques.

### Sismicidad
La región responde a la «subfalla del río Paraná», y a la «subfalla del río de la Plata», con sismicidad baja; y su última expresión se produjo el 5 de junio de 1888 (136 años) de silencio sísmico), a las 3.20 UTC-3, con una magnitud probable, de 5,0 en la escala de Richter (terremoto del Río de la Plata de 1888).
La Defensa Civil municipal debe advertir sobre escuchar y obedecer acerca de 
Área de
- Tormentas severas periódicas
- Baja sismicidad, con silencio sísmico de 136 años

## Educación

### Escuelas
Listado de escuelas públicas de la Localidad Villa Vatteone:
- Nro.1 Dr. Silvio Dessy Villa Vatteone.
- Nro. 3 "Hipólito Irigoyen", Villa Mónica Nueva.
- Nro. 6 "Dr. Salvador Sallarés", Villa General San Martín.
- Nro. 10 "Manuel Belgrano", Barrio Villa Vatteone.
- Nro. 25 "Cecilia Grierson", Barrio Mayol.
- Nro. 47 "José Hernández", Barrio Curva de Chávez Norte.
- Nro. 58 "Dr. Nicolás Boccuzzi", Villa Vatteone.

### Bibliotecas
- Biblioteca Popular Florencio Sánchez, Barrio La Colorada Este

## Salud
En Villa Vatteone existen distintos centros de salud tanto públicos como privados.
El Hospital Zonal Gral. de Agudos "Mi Pueblo" es el centro asistencial de carácter público más importante del distrito. Brinda atención hospitalaria de mediana complejidad, atendiendo distintas especialidades.
Los centros de salud primaria del siguiente cuadro atienden en la localidad:
- Centro de salud Villa Vatteone, Barrio Villa Vatteone

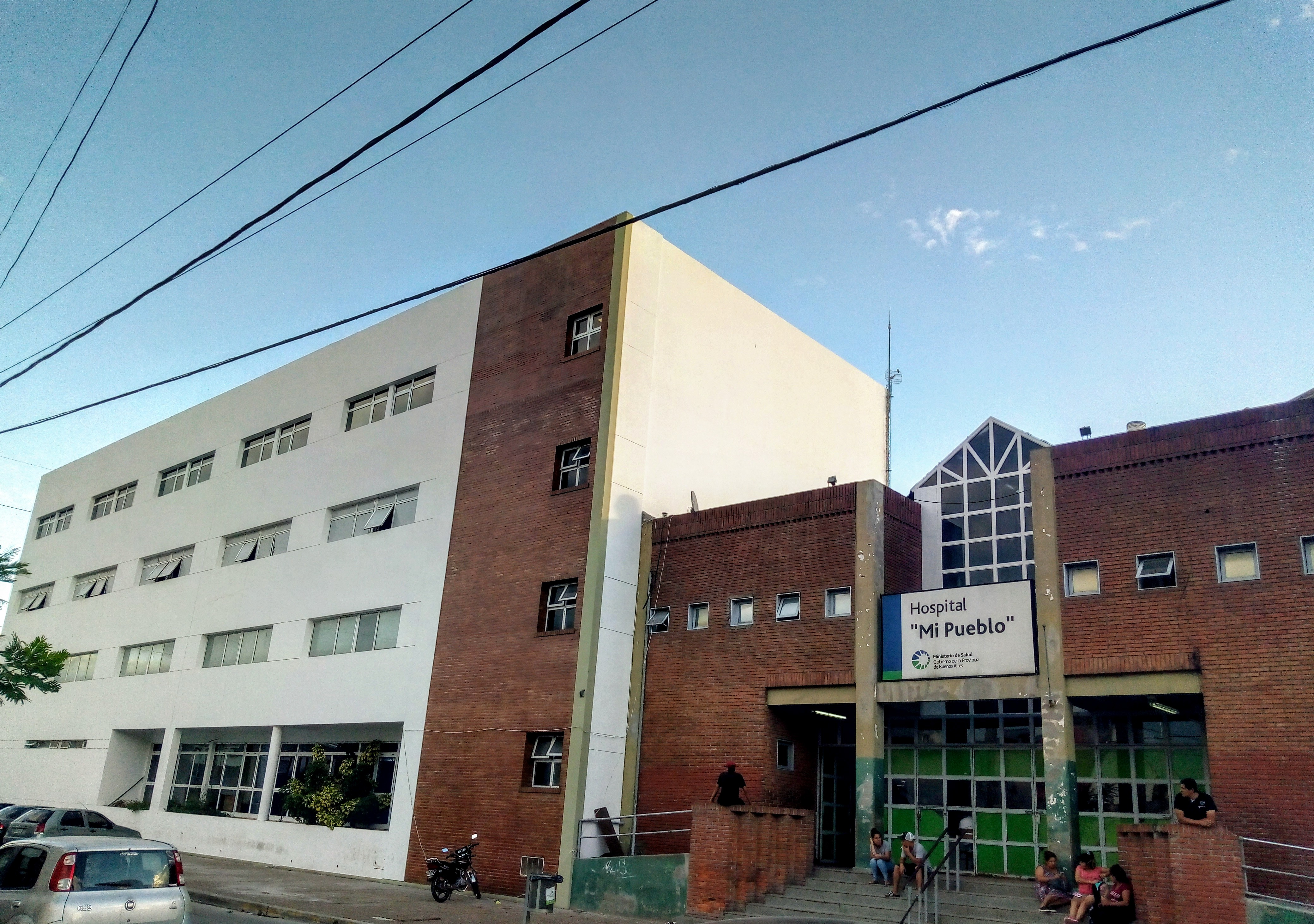
Hospital zonal general de agudos "Mi pueblo".
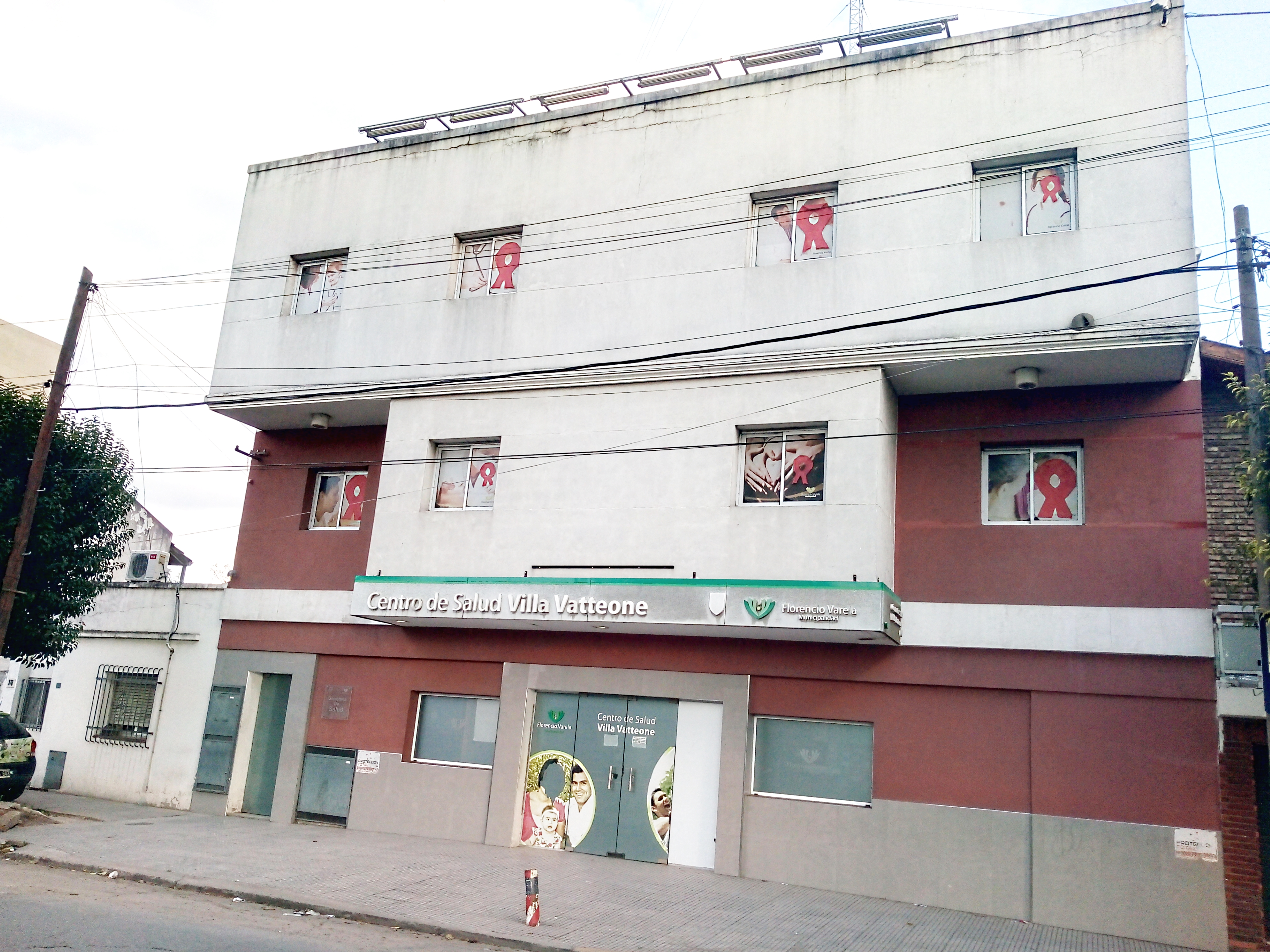
Centro de salud Villa Vatteone.